# (6250) Saekohayashi
(6250) Saekohayashi es un asteroide que forma parte del cinturón interior de asteroides, región del sistema solar que se encuentra entre las órbitas de Marte y Júpiter, más concretamente al grupo de Hungaria, descubierto el 2 de noviembre de 1991 por Eleanor F. Helin desde el Observatorio del Monte Palomar, Estados Unidos.

## Designación y nombre
Designado provisionalmente como 1991 VX1. Fue nombrado Saekohayashi en homenaje a Saeko S. Hayashi, profesor asociado en el Observatorio Astronómico Nacional de Japón, dedica su investigación a los procesos de formación planetaria. Trabajando en el Telescopio Subaru, también se dedica a la popularización de la astronomía en Hawái y Japón.

## Características orbitales
Saekohayashi está situado a una distancia media del Sol de 1,932 ua, pudiendo alejarse hasta 2,070 ua y acercarse hasta 1,795 ua. Su excentricidad es 0,070 y la inclinación orbital 19,78 grados. Emplea 981,614 días en completar una órbita alrededor del Sol.

## Características físicas
La magnitud absoluta de Saekohayashi es 14,3. Tiene   km de diámetro y su albedo se estima en  . 